# Equipe indonésia na Copa Davis
A equipe indonésia na Copa Davis representa a Indonésia na Copa Davis, principal competição de tênis masculina por equipes do mundo. É administrada pela Indonesian Tennis Association.